# فيليبس شابيكيديس
فيليبس شابيكيديس (بالسويدية: Filip Sachpekidis) (3 يوليو 1997 بكالمار في السويد - ) هو لاعب كرة قدم سويدي في مركز الوسط. شارك مع منتخب السويد تحت 17 سنة لكرة القدم ومنتخب السويد تحت 19 سنة لكرة القدم. أما مع النوادي، فقد لعب مع نادي كالمار.

## وصلات خارجية
- فيليبس شابيكيديس على موقع الاتحاد الأوربي (الإنجليزية)
- فيليبس شابيكيديس على موقع اتحاد السويد (السويدية)
- فيليبس شابيكيديس على موقع قاعدة بيانات كرة القدم.إي يو (الإنجليزية)
- فيليبس شابيكيديس على موقع Soccerway.com (الإنجليزية)